# جوان بنوا سامويلسون
جوان بنوا سامويلسون (بالإنجليزية: Joan Benoit)‏ (و. 1957  م) هي عداءة مراثونية، وعداءة المسافات الطويلة، ومنافسة ألعاب القوى أمريكية، ولدت في كاب إليزابث، شاركت في الألعاب الأولمبية الصيفية 1984.
سامويلسون ولدت في 16 أيار عام 1957 في الولايات المتحدة وهي عداءة ماراثونية وأول امرأة تحظى بلقب البطولة في العدو في الألعاب الأولمبية، ربحت الميدالية الذهبية في الأولمبياد الصيفي عام 1984 في «لوس أنجلوس». حملت لقب أسرع عداءة في ماراثون «شيكاغو» لمدة 32 عامًا بعدما ربحت السباق عام 1985. في ماراثون «بوسطن» حطّمت الرقم القياسي للنساء الأمريكيات لمدة 28 عامًا.

## حياتها التنافسية وانتصاراتها في ماراثون بوسطن
ولدت في «كاب اليزابيث»، قامت سامويلسون بالجري لمسافات طويلة لاستعادة قوة رجلها التي انكسرت في حين كانت تتزلج في التزلج المتعرج. تفوّقت في الرياضة في كلية «بودين». في عام 1977 وافقت سامويلسون على المنحة المعروضة عليها في كارولينا الشمالية، حيث بدأت تصب كل تركيزها على العدو والركض.
حصلت سامويلسون على جميع مراتب الشرف الأمريكية في ولاية «ان سي» في العامين 1977 و1978وفي عام 1978 ساعدت في قيادة «وولف باك» إلى مؤتمر «اتلانتيك» الساحلي بين المدن.
حصلت سامويلسون على جائزة «برودريك» (التي تدعى الآن بجائزة هوندا) لأنها أفضل امرأة جامعية عداءة في البلاد للسنوات 1979-1980.
بعد عودة سامويلسون إلى «بودين» لتكمل شهادتها الجامعية، دخلت ماراثون «بوسطن» لعام 1979 في هوية مجهولة، ربحت السباق مرتدية قبعة «بوسطن سوكس» مدة السباق الزمنية كانت 2:35:15 وهي مدة اقل ب 8 دقائق من الوقت القياسي لإنهاء هذا السباق. في عام 1981 ربحت سامويلسون بطولة
الـ 10,000 متر الأمريكية وقد استغرق السباق مدة 33:37.50. على الرغم من أنها خرجت من عملية جراحية في القدم قبل سنتين من الماراثون إلا أنها حققت انتصارًا فيه عام 1983 المدة التي أنهت فيها السباق هي أقل بدقيقتين من الرقم القياسي العالمي لإنهاء هذا الماراثون من قبل «جريت وايز» في ماراثون «لندن» قبل يوم واحد فقط.
رقمها القياسي في ماراثون «بوسطن» لم يتم تخطيه لمدة 11 عامًا.

## مسيرتها التنافسية
في مارس 1984، أصيبت ركبة سامويلسون إصابة بالغة خلال تمرين الركض ل 20 ميل قبل 17 يوم من تمارين أولمبيادة الركض للنساء، مما أجبرها الخضوع لعملية جراحية، ومع ذلك شفيت سامويلسون من العملية أسرع من المتوقع وكانت من أفضل المنافسات في أولمبيادة «واشنطن». تغلبت سامويلسون على العداءة «جولي براون» في وقت مدته 2:31:04. بعد ثلاثة أشهر، تنافست في الأولمبيادة الصيفية في «لوس أنجلوس»، حيث ربحت سامويلسون أول أولمبيادة نسائية ماراثونية متغلبة على «جريت ويبتز»، «روزا موتا» و«أنجريد كريستيانسن» بمئات الأمتار.
كما واستمتعت سامويلسون بنجاحاتها في الأبعاد غير ماراثونية، حيث أنها انتصرت في سباق «بريستيجيو فالموث» (7.1 ميل) ست مرات (1976,1978,1981,1982,1983,1985) وكسرت الرقم القياسي في أربعة من السنوات الستة.
بالرغم من أنها ربحت ماراثون «شيكاغو» عام 1985 وهزيمتها ل«كريستيانسن» و«موتا» في الرقم القياسي الأمريكي المقدّر ب 2:21:21 (الرقم القياسي الأفضل لمدة 18 سنة إلى حين كسر من قبل «دينا كاستر» عام 2003 في «لندن»)، سامويلسون كانت محرومة من السباقات بعد سنوات من انتصارها في الاولمبيادة بسبب إصاباتها العديدة مما منعها من التنافس في السباقات. تلقت سامويلسون جائزة «جيمس أي سوليفان» على أنها أفضل الهواة الرياضيين في الولايات المتحدة.
في عام 1981 قامت سامويلسون بتأسيس طريق سباق طوله 10 كيلومتر في الشاطئ، في كل عام في «كاب اليزابث» وفي شهر أغسطس من كل سنة كان يقام سباق ال 10 كيلومتر. كان هذا السباق يضم العديد من أفضل العدائين العالميين.
أفضل العدائين كانوا يركضون في هذا السباق وفي نهاية الأسبوع يركضون في سباق «فالموت» في «ماساتشوستس». سامويلسون ربحت السباق مرات عدة، آخر مشاركة لها فيه كانت عام 2015 حيث أنهت السباق في المرتبة 25 بين النساء جميعهن وفي المرتبة الأولى بين النساء اللواتي من نفس فئة عمرها.
في عام 2003, في عمر ال 46, ربحت سامويلسون سباق نصف الماراثون متغلبة على كل من شارك في السباق وحتى أنها تغلبت على عدّائين مسيرتهم في الركض تسبق مسيرتها بعشرين سنة، وكانت أسرع من ستة رجال في المجمل حيث أنهت السباق في وقت مدته 1:18. في عام 2006 ساعدت سامويلسون بطل ركوب الدرّاجات «لانس أرمسترونج» حين شارك في ماراثون «نيويورك». في تجارب الفرق في أولمبيادة الولايات المتحدة عام 2008، حيث كانت تبلغ الخمسين من عمرها، أنهت سامويلسون تجربة سباقها في وقت مدته 2:49:08 محقّقة رقم قياسي جديد في الولايات المتحدة للفئة العمرية الخمسينية والأكبر.
عندما تنافست سامويلسون في ماراثون «نيويورك» في الأول من نوفمبر عام 2009, قامت بكسر الرقم القياسي الخاص بكبار العدّائين من الفئة ال +50 في وقت مدته 2:49:09.
في 10 أكتوبر عام 2010, ركضت لمدة 2:47:50 حيث حازت على المكان الـ 43 في ماراثون «شيكاغو»-نفس الموقع الذي حققت فيه الرقم القياسي الأمريكي قبل 25 سنة- حيث فقدت فرصتها في التأهل إلى ماراثون الاولمبيادة الثامن في فرق مدته 1:50، ولكن مع ذلك، سجّلت سامويلسون على أنها أسرع المتسابقات البالغات من العمر 52+ مطلقا.
بعد شهر من ماراثون «شيكاغو» ركضت سامويلسون في ماراثون «أثينا» فقط للتسلية وأنهت السباق في وقت مدته 3:02, حيث ان هذا الوقت هو من أبطأ الأوقات في مسيرتها كلها، حتى أنها لم تكسر رقم ماراثون «شيكاغو».
في أبريل عام 2011، شاركت سامويلسون في ماراثون «بوسطن»، أنهت الماراثون في وقت مدته 2:51:29 وفي المرتبة الأولى في فئتها العمرية. بين السنوات 2013 و 2015, اشتركت سامويلسون في ماراثون «بوسطن» كل سنة، وحققت ثلاثة من أصل أربعة أوقات في أسرع الماراثونات كل سنة بين الفئات العمرية 55-59.
الأوقات القياسية التي سجلتها في ماراثون «بوسطن» خلال ال 3 سنوات لم يكن متعارف عليهم من قبل كبار العدائين لأن ماراثون «بوسطن» غير مشمول ضمن لائحة ال «آي أيه أيه اف».و ارقامها القياسية كانت: 2:50:33 عام 2013, 2:52:15 عام 2014 و2:54:26 عام 2015.
في عام 2019 ركضت سامويلسون في ماراثون «بوسطن» مجددا، بعد 40 سنة من فوزها في عام 1979. كانت سامويلسون تأمل بأن تحافظ على الرقم القياسي الذي سجلته في عام 1979، ولكنها أنهت السباق بنتيجة أفضل بكثير في وقت مدته 3:04:00 وهي أقل ب 30 دقيقة من رقمها القياسي، متغلبة على فئتها العمرية 60-64.
تقيم سامويلسون في "فريبورت"، "ماين"، أقيمت هناك مدرسة ثانوية رياضية التي تسمى "Joan Benoit Samuelson Track and Field”
بالإضافة إلى مسيرتها في الركض، في الآونة الأخيرة بدأت تدرب النساء اللواتي يسكنن بعيدا، كما أنها مخاطبة تحفيزية ومعلقة رياضية. اختيرت من قبل شركة «نايكي» لتكون المتحدثة في الإعلانات.
لدى جوان وزوجها «سكوت سامويلسون» ابنة التي تدعى «أبي» وابن يدعى «أندرس»، الذين هما الاثنان أيضا عدائين رياضيين، كما وأنهم شاركوا أمهم في ماراثون «بوسطن» عام 2014.
في عام 2019 في الليلة التي تسبق ذكرى فوزها الـ 40 في ماراثون «بوسطن» لأول مرة، قامت سامويلسون بالركض مشتركة مع ابنتها كما فعلوا في الماراثونات سابقة. سجلت سامويلسون وقت مدته 3:04:00، بناء على الوعد الذي قطعته نسبة لمشاركتها في ماراثون «بوسطن» 2019. هذا الوقت سمح لها الفوز 9 مرات في الماراثون عن فئتها العمرية 60-64 ولكن تغلبت عليها عداءة واحدة التي أنهت السباق في وقت مدته (3:01:30).
| الوقت   | المرتبة                            | المكان                       | المنافسة                  | السنة |
| 2:50:54 | 2                                  | برمودا                       | ماراثون برمودا            | 1978  |
| 2:35:15 | 1                                  | بوسطن، الولايات المتحدة      | ماراثون بوسطن             | 1979  |
| 2:31:23 | 1                                  | اوكلاند، نيوزيلاندا          | ماراثون أوكلاند           | 1980  |
| 2:30:17 | 3                                  | بوسطن، الولايات المتحدة      | ماراثون بوسطن             | 1981  |
| 2:26:12 | 1                                  | يوجين، الولايات المتحدة      | نايكي او تي سي            | 1982  |
| 2:22:43 | 1                                  | بوسطن، الولايات المتحدة      | ماراثون بوسطن             | 1983  |
| 2:24:52 | 1                                  | لوس أنجلوس، الولايات المتحدة | الألعاب الأولمبية الصيفية | 1984  |
| 2:21:21 | 1                                  | شيكاغو، الولايات المتحدة     | ماراثون شيكاغو            | 1985  |
| 2:32:40 | 3                                  | نيويورك، الولايات المتحدة    | ماراثون نيويورك           | 1988  |
| 2:26:54 | 4                                  | بوسطن، الولايات المتحدة      | ماراثون بوسطن             | 1991  |
| 2:33:49 | 6                                  | نيويورك، الولايات المتحدة    | ماراثون نيويورك           | 1991  |
| 2:50:29 | 47 في المجمل (1 في فئتها العمرية)  | بوسطن، الولايات المتحدة      | ماراثون بوسطن             | 2013  |
| 3:04:00 | 245 في المجمل (1 في فئتها العمرية) | بوسطن، الولايات المتحدة      | ماراثون بوسطن             | 2019  |

## التعليم
تعلمت في كلية بودوين.

## جوائز
حصلت على جوائز منها:
- Maine Women's Hall of Fame [الإنجليزية]‏.

## روابط خارجية
- جوان بنوا سامويلسون على موقع الاتحاد الدولي لألعاب القوى (الإنجليزية)
- جوان بنوا سامويلسون على موقع الاتحاد الأمريكي لسباقات المضمار والميدان (الإنجليزية)
- جوان بنوا سامويلسون على موقع الاتحاد الأمريكي لسباقات المضمار والميدان، قاعة المشاهير (الإنجليزية)
- جوان بنوا سامويلسون على موقع اللجنة الأولمبية الدولية (الإنجليزية)
- جوان بنوا سامويلسون على موقع أوليمبيديا (الإنجليزية)